# Пардос, Григорий
Григорий Пардос известный, как Григорий Коринфский (греч.  Γρηγόριος Κορίνθιος; около 1070 — около 1156) — византийский писатель, ритор, грамматик, священнослужитель, митрополит Коринфский (после 1092 года). Богослов и учёный, составитель толкований на каноны великих праздников, автор трудов по греческому языку. Плодовитый комментатор античных авторов.

## Биография
Родом из Коринфа. Был преподавателем Константинопольской патриаршей школы. Позже стал митрополитом Коринфским.
Григорий Коринфский — автор ряда филологических сочинений:
- «О своеобразии диалектов» («Περὶ τῶν &psili;ιδιωμάτων τῶν διαλέϰτων»), трактата, повествующего о древнегреческих диалектах, написанного на основе работ античного грамматика I века до нашей эры Трифона и Иоанна Филопона. Старейшее сохранившееся издание которого было опубликовано в 1493 году в Милане;
- «О составлении речи» («Περὶ συντάξεως λόγου»), трактат об элементарной грамматике и синтаксисе;

Автор цикла стихов на Господские и Богородичные праздники, комментариев к литургической поэзии Космы Маюмского и Иоанна Дамаскина (Ἐξηγήσεις ἐις τοὺς κανόνας τῶν δεσποτικῶν ἐορτῶν) (с акцентом на литературных, а не на богословских аспектах).
В своих произведениях Григорий Коринфский не только обильно цитировал античных авторов, но и высказывал суждения об Иоанне Цеце, Николае Калликле и Птохопродроме.
Приписывавшееся ранее Пардосу сочинение «О риторических фигурах» (Περὶ τροπῶν ποιητικῶν) принадлежит, возможно, Трифону.
Существует также «Трактат о цифрах», авторство которого оспаривается.

## Избранные публикации
- Gregorii Corinthii et aliorum grammaticorum libri de dialectis linguae Graecae / Ed. G. H. Schäfer. Lipsiae, 1811;
- Le traité Περὶ συντάξεως λόγου de Grégoire de Corinthe / Éd. D. Donnet. Brux.; Rome, 1967;
- Epigramme auf die Feste des Dodekaorton / Hrsg. H. Hunger // Analecta Bollandiana. 1982. Vol. 100. P. 637—651;
- Esegesi al canone giambico per la Pentecoste attribuito a Giovanni Damasceno / A cura di F. Montana. Pisa, 1995.